# December's Children (And Everybody's)
December's Children (And Everybody's) je páté americké album kapely The Rolling Stones, vydané na konci roku 1965. Většina alba byla nahrána během dvou nahrávacích dnů v září 1965, kdy finišovaly práce na britské verzi alba Out of Our Heads, ale také některé nahrávky z let 1963 a 1964. Autory písní jsou většinou Mick Jagger a Keith Richards.
December's Children (And Everybody's) se na americkém žebříčku umístilo na čtvrtém místě a získalo zlatou desku.

## Seznam skladeb
Autory jsou Mick Jagger a Keith Richards, pokud není uvedeno jinak.
1. "She Said Yeah" (Sonny Christy/Roddy Jackson) - 1:34
2. "Talkin' About You" (Chuck Berry) - 2:31
3. "You Better Move On" (Arthur Alexander) - 2:39
  - Prvně vydáno v lednu 1964 na EP The Rolling Stones
4. "Look What You've Done" (McKinley Morganfield) - 2:16
5. "The Singer Not The Song" - 2:22
  - Vydáno jako B-Strana singlu „Get Off Of My Cloud“ ve Velké Británii
6. "Route 66" (Bobby Troup) live - 2:39
7. "Get Off Of My Cloud" - 2:55
8. "I'm Free" - 2:23
9. "As Tears Go By" (Mick Jagger/Keith Richard/Andrew Loog Oldham) - 2:45
  - Napsáno v roce 1964 a píseň poprvé vydala Marianne Faithfull
10. "Gotta Get Away" - 2:07
11. "Blue Turns To Grey" - 2:29
12. "I'm Moving On" (Hank Snow) live - 2:14
  - Skladby 6 a 12 nahrány živě v březnu 1965 a poprvé vydány na EP got LIVE if you want it!